# Союз немецких евангелических церквей
Союз немецких евангелических церквей (Deutscher Evangelischer Kirchenbund) - общественная корпорация, объединявшая в 1922-1933 гг. евангелическо-лютеранские, евангелическо-реформатские и евангелическо-унионистские церкви Германии. Создана в 1922 году путём реорганизации Конференции немецких евангелических церквей. В 1933 году реорганизован в Немецкую евангелическую церковь.

## Церкви-члены союза
- Евангелическая церковь Анхальта (Evangelische Landeskirche Anhalts) (Свободное государство Анхальт)
- Евангелическая церковь Бадена (Evangelische Landeskirche in Baden) (Республика Баден)
- Евангелическо-лютернанская церковь Баварии (Evangelisch-Lutherische Kirche in Bayern) (Свободное государство Бавария)
- Евангелическо-лютеранская церковь ольденбургского округа Биркенфельд (Evangelische Landeskirche im oldenburgischen Landesteil Birkenfeld) (Округ Биркенфельд, Свободное государство Ольденбург)
- Евангелическо-лютеранская церковь Брауншвейга (Evangelisch-lutherische Landeskirche in Braunschweig) (Свободное государство Брауншвейг)
- Бременская евангелическая церковь (Bremische Evangelische Kirche) (Вольный ганзейский город Бремен)
- Евангелическая церковь Франкфурта-на-Майне (Evangelische Landeskirche Frankfurt am Main) (Город Франкфурт-на-Майне Округа Висбаден провинции Гессен-Нассау Свободного государства Пруссия))
- Евангелическо-лютеранская церковь Гамбурга (Evangelisch-Lutherische Kirche im Hamburgischen Staate) (Вольный ганзейский город Гамбург)
- Евангелическо-лютеранская церковь Ганновера (Evangelisch-Lutherische Landeskirche Hannovers) (Провинция Ганновер Свободного государства Пруссия)
- Евангелическая церковь Гессена (Evangelische Landeskirche in Hessen) (Народное государство Гессен)
- Евангелическая церковь Гессен-Касселя (Evangelische Landeskirche in Hessen-Kassel) (Округ Кассель Провинции Гессен-Нассау Свободного государства Пруссия)
- Церковь Липпе (Lippische Landeskirche) (Свободное государство Липпе)
- Евангелическо-лютеранская церковь ольденбургского округа Любек (Evangelisch-Lutherische Landeskirche des oldenburgischen Landesteils Lübeck) (Округ Любек Свободного государства Ольденбург)
- Евангелическо-лютеранская церковь Любека (Evangelisch-Lutherische Kirche im Lübeckischen Staate) (Вольный ганзейский город Любек)
- Евангелическо-лютеранская церковь Мекленбург-Шверина (Evangelisch-lutherische Kirche von Mecklenburg-Schwerin) (Свободное государство Мекленбург-Шверин)
- Евангелическо-лютеранская церковь Мекленбург-Стрелица (Evangelisch-lutherische Kirche von Mecklenburg-Strelitz) (Свободное государство Мекленбург-Штрелиц)
- Евангелическая церковь Нассау (Evangelische Landeskirche in Nassau) (Округ Висбаден Провинции Гессен-Нассау Свободного государства Пруссия)
- Евангелическо-лютеранская церковь Ольденбурга (Evangelisch-Lutherische Kirche in Oldenburg) (Свободное государство Ольденбург)
- Евангелическая церковь Пфальца (Evangelische Kirche der Pfalz) (Округ Пфальц Свободного государства Бавария)
- Евангелическая церковь Старо-прусской унии (Evangelische Kirche der altpreußischen Union) (Свободное государство Пруссия)
- Евангелическо-лютеранская церковь Саксонии (Evangelisch-Lutherische Landeskirche Sachsens) (Свободное государство Саксония)
- Евангелическо-лютеранская церковь Шаумбург-Липпе (Evangelisch-Lutherische Landeskirche Schaumburg-Lippe) (Свободное государство Шаумбург-Липпе)
- Евангелическо-лютеранская церковь Шлезвиг-Гольштейна (Evangelisch-Lutherische Landeskirche Schleswig-Holstein) (Провинция Шлезвиг-Гольштейн Свободного государства Пруссия)
- Тюрингская евангелическая церковь (Thüringer evangelische Kirche) (Свободное государство Тюрингия)
- Евангелическая церковь Вальдека (Evangelische Landeskirche in Waldeck) (Свободное государство Вальдек-Пирмонт)
- Евангелическая церковь Вюртемберга (Evangelische Landeskirche in Württemberg) (Свободное народное государство Вюртемберг)[1]
- Евангелическо-реформатская церковь Провинции Ганновер (Evangelisch-reformierte Landeskirche der Provinz Hannover)
- Евангелическая церковь Аугсбургского и Гельветского исповедания Австрии (Evangelische Kirche A.u.H.B. in Österreich)
- Синод Рио-Гранды (Riograndenser Synode in Brasilien)

## Руководство
Руководство союзом осуществляли:
- Конгресс немецких евангелических церквей (Deutscher Evangelischer Kirchentag), состоял из 210 делегатов от пасторов и делегатов от мирян, избранных генеральными синодами церквей-членов-союза;
- Совет Союза немецких евангелических церквей (Deutscher Evangelischer Kirchenbundesrat), состоявший из вице-президентов консисторий или высших церковных советов;
- Комитет немецких евангелических церквей (Deutscher Evangelischer Kirchenausschuss)[2], состоял из 36 членов, половина из которых избиралась конгрессом, другая половина - советом.

## Председатели Комитета немецких евангелических церквей
- Рейнхард Мёллер[3] (1922-1924);
- Герман Каплер (1924-1933).

## Периодические издания
Печатным органом союза была газета «Евангелическая Германия. Церковное обозрение совместной территории Союза немецких евангелических церквей» (Das Evangelische Deutschland. Kirchliche Rundschau für das Gesamtgebiet des Deutschen Evangelischen Kirchenbundes).